# Shantae (serie)
Shantae è una serie di videogiochi a piattaforme sviluppata da WayForward Technologies. La protagonista della serie Shantae e i videogiochi omonimi vennero creati rispettivamente da Erin Bell e suo marito Matt Bozon.
La serie è ambientata nel mondo immaginario di Sequin Land e narra le vicende di Shantae, una 16enne per metà genio che difende la sua città natale Scuttle Town dalle forze del male. In ogni capitolo della serie, la protagonista affronta la piratessa Risky Boots. Le ambientazioni orientaleggianti dei vari capitoli si ispirano al fantasy, al dark fantasy e allo steampunk. Nei titoli della saga, il giocatore raccoglie oggetti e acquisisce nuovi poteri, che variano di capitolo in capitolo, al fine di potenziare la protagonista e permetterle di accedere a nuove aree. La serie si compone di cinque capitoli: Shantae (2002), Shantae: Risky's Revenge (2010), Shantae and the Pirate's Curse (2014), Shantae: Half-Genie Hero (2016) e Shantae and the Seven Sirens (2019).
Il primo capitolo omonimo uscì nel 2002 e fu l'unico distribuito da Capcom. Nonostante gli ottimi giudizi critici, si rivelò un insuccesso commerciale dovuto, secondo le fonti, alla scelta di pubblicarlo tardivamente su Game Boy Color che, in quel periodo, veniva rimpiazzato dal Game Boy Advance. A partire dal capitolo successivo Risky's Revenge, pubblicato nel 2010, la serie ebbe riscontri critici e popolarità crescenti. La saga di Shantae è considerata la "punta di diamante" di WayForward.

## Storia
Il personaggio di Shantae venne creato da Erin Bell nel 1994, anno in cui si stava fidanzando con Matt Bozon, ovvero il futuro creatore del gioco. Bell decise di dare al suo personaggio delle fattezze simili a quelle della protagonista della sitcom Strega per amore e le diede il nome di una capogruppo che lei e Bozon avevano conosciuto in un campeggio. Inoltre, ispirandosi ai suoi trascorsi con la danza, Bell volle far sì che Shantae fosse una ballerina del ventre capace di evocare o incantare gli animali e trasformarsi. Bell presentò il suo personaggio al compagno, e questi decise di creare un intero universo intorno a Shantae. Bozon diede due spiegazioni differenti sul perché Shantae utilizza i suoi capelli a mo' di frusta: in una circostanza, dichiarò infatti di essersi ispirato ai capelli lunghissimi della compagna, mentre in un'altra occasione asserì che l'idea fosse stata di Bell.
Bozon dichiarò che la saga di Shantae è ispirata ad anime, film e videogiochi come Disney's Aladdin, Mega Man, The Legend of Zelda, Il mistero della pietra azzurra, il cinema di Hayao Miyazaki, Pokémon, DuckTales, Castlevania, Transformers (G1), e soprattutto Ranma ½. La frase ricorrente del franchise "Ret-2-Go" (contrazione di ready to go, ovvero "pronto/a a partire") veniva detta da un amico della coppia, che era solito pronunciarla quando i due creatori di Shantae lavoravano come addetti delle pulizie durante la produzione di Il gigante di ferro. Tale citazione viene pronunciata anche nella pellicola della Warner Bros. e sarebbe quindi da intendere come un inside joke. Originariamente, il personaggio Sky aveva un aspetto diverso e si chiamava "Twitch". Tuttavia, Bozon decise di modificarla e si utilizzò l'estetica dell'originaria "Twitch" come base per creare un altro personaggio dal nome simile e una sua amica, entrambe apparse in Shantae and the Pirate's Curse.
Durante un'intervista in cui gli venne chiesto se la serie Shantae volesse essere un omaggio agli ideali femministi data la grande quantità di personaggi femminili che vi appaiono, Bozon dichiarò che egli voleva immaginare un mondo in cui le donne "fanno la parte del leone" e non sono giudicate esclusivamente dalle loro apparenze. Bozon ammise anche di aver voluto rendere molti soggetti femminili deliberatamente sensuali e dal carattere più forte di quello dei personaggi maschili "senza una ragione in particolare". Nonostante ciò, asserì che nei giochi futuri potrebbero apparire dei soggetti maschili dall'animo più forte.

## Personaggi

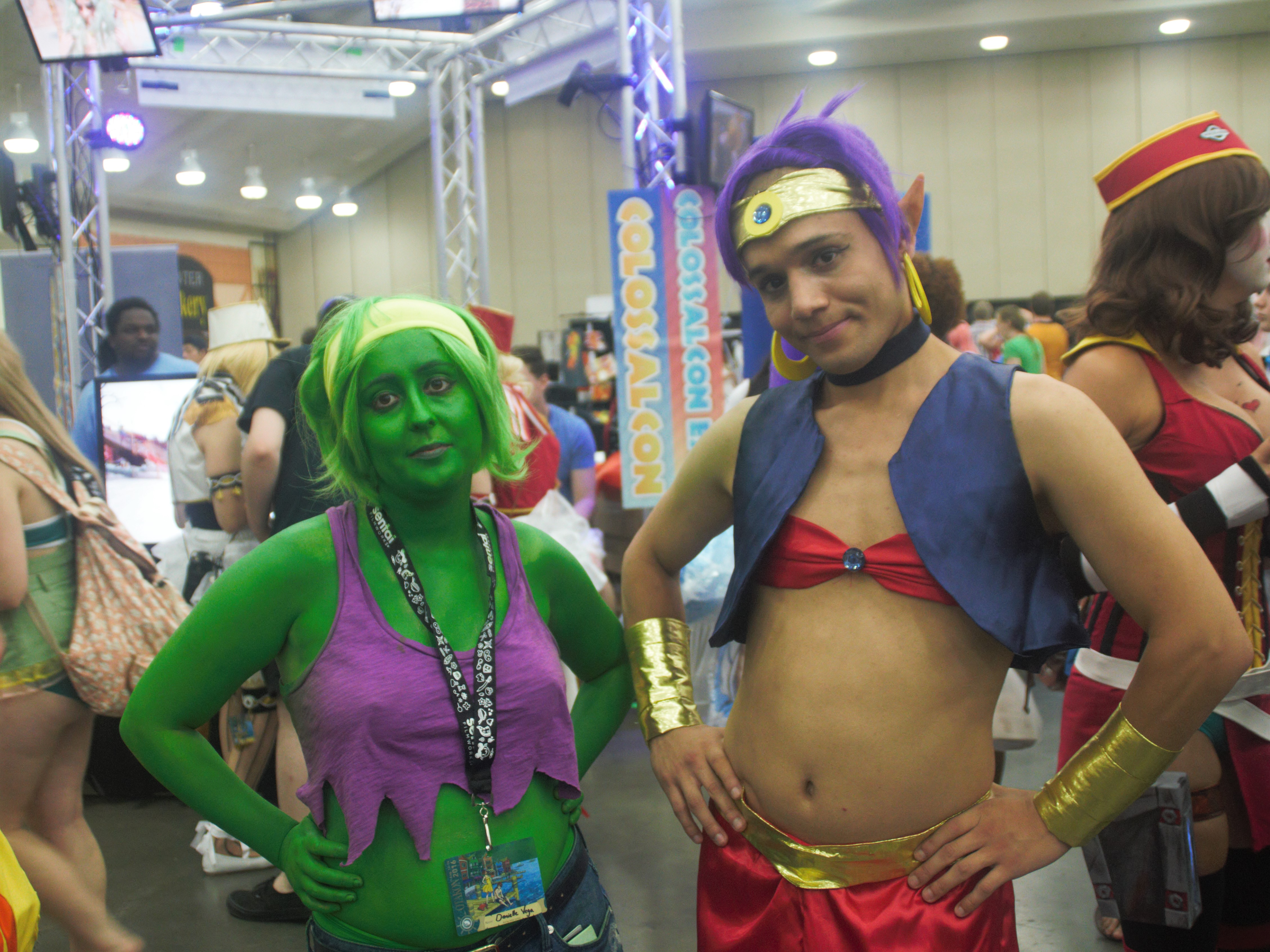
Due cosplay di Shantae (a destra) e Rottytops (a sinistra)

### Shantae
Protagonista della serie. Shantae è una mezza-genio nata da un padre umano e una madre genio. Ha un forte senso della giustizia e combatte colpendo i nemici con i suoi capelli e utilizzando diverse abilità magiche. È inoltre un'ottima ballerina. Shantae è doppiata in tutti capitoli da Cristina Vee ad eccezione di Risky's Revenge, in cui invece la sua voce viene "prestata" da Meagan Glaser.

### Mimic
Un membro dei Relic Hunters, una società di cacciatori di tesori che studiano antichi manufatti. Egli è lo zio adottivo di Shantae, e si è preso cura della ragazza in seguito alla scomparsa dei genitori di lei. Mimic è doppiato da Xander Mobus.

### Sky
La migliore amica di Shantae. È un'addestratrice di uccelli da guerra nonché la figlia di un Relic Hunter. È sempre accompagnata dal suo uccello da guerra Wrench e, stando alle fonti, è ardentemente "desiderosa di crescere". Sky è un personaggio giocabile nella modalità "Friends to the End" di Half-Genie Hero. Sky è doppiata da Karen Strassman.

### Bolo
Un amico e compagno di allenamento di Shantae. Benché sia piuttosto stupido e si lasci spesso ammaliare dai personaggi femminili del gioco, Bolo cerca spesso di mostrare agli altri di essere un vero eroe. Bolo è un personaggio giocabile nella modalità "Friends to the End" di Half-Genie Hero. Egli è doppiato da Nathan Sharp in Half-Genie Hero e da Ross O'Donovan in Seven Sirens.

### Rottytops
Una giovane zombi dispettosa e che ha l'abitudine di combinare guai per puro divertimento. Benché si dimostri ambigua nei confronti della protagonista durante il primo capitolo, Rottytops confessa di ammirarla e di voler essere sua amica su Pirate's Curse. Rottytops ha due fratelli di nome Abner Cadaver e Poe. Rottytops appare fra i personaggi giocabili nella modalità "Friends to the End" di Half-Genie Hero. È doppiata da Cherami Leigh.

### Risky Boots
Nemesi malvagia di Shantae e principale antagonista della serie. Cerca costantemente di conquistare Sequin Land o vendicarsi nei confronti di Shantae per aver rovinato i suoi piani. Risky è aiutata dal suo equipaggio pirata, composto da minuscole creature umanoidi chiamate Tinkerbats. Su Shantae and the Pirate's Curse rivela che una volta era seguace di Pirate Master, un essere molto pericoloso che venne corrotto dalla magia oscura. Risky aiuta Shantae contro il Pirate Master in Pirate's Curse ed è un personaggio giocabile nella modalità "Pirate Queen's Quest" di Half-Genie Hero. Risky Boots è doppiata da Cristina Vee.

## Giochi

### Shantae(2002)
Il primo gioco della serie, Shantae, uscì per Game Boy Color nel 2002 ed ebbe buoni riscontri da parte della critica e della stampa specializzata, che lo considerarono uno dei migliori giochi per tale piattaforma. Tuttavia, secondo il creatore Matt Bozon, ebbe poco successo a causa del Game Boy Advance che stava rimpiazzando il Game Boy Color. Il 18 luglio 2013, Shantae venne ripubblicato per Nintendo 3DS mentre nel 2020 uscì anche per Nintendo Switch.

### Shantae: Risky's Revenge(2010)
Il secondo gioco della serie Shantae: Risky's Revenge uscì su Nintendo DSi nel 2010 tramite il servizio DSiWare, e venne portato su IOS l'anno seguente. Il gioco ricevette buoni giudizi critici, aggiudicandosi i premi per la miglior grafica e quello di miglior titolo per Nintendo DS secondo IGN. Il 14 giugno 2014 venne pubblicata una versione migliorata dal titolo Shantae: Risky's Revenge - Director's Cut, per Microsoft Windows. Il 23 giugno 2015, Risky's Revenge uscì anche per PlayStation 4, mentre il 24 marzo 2016 venne lanciata l'edizione per Wii U. In seguito, Risky's Revenge uscì anche per Nintendo Switch e Xbox One.

### Shantae and the Pirate's Curse(2014)
Il terzo gioco della serie Shantae and the Pirate's Curse uscì per Nintendo 3DS il 23 ottobre 2014 e per Wii U il 25 dicembre 2014, e fu distribuito tramite Nintendo eShop. Il gioco ricevette il plauso della critica e venne inserito nell'elenco dei migliori titoli pubblicati su eShop appena dopo la sua uscita. In seguito, il gioco fu reso disponibile su Microsoft Windows, PlayStation 4, Xbox One e Nintendo Switch.

### Shantae: Half-Genie Hero(2016)
Il quarto gioco della serie Shantae: Half-Genie Hero fu finanziato tramite crowdfunding su Kickstarter nel 2013 e pubblicato il 20 dicembre 2016 per Wii U, PlayStation 4 e PlayStation Vita. Uscì anche in formato digitale su Microsoft Windows e Xbox One. Half-Genie Hero fu anche pubblicato su Nintendo Switch l'8 giugno 2017.

### Shantae and the Seven Sirens(2019)
Il quinto episodio Shantae and the Seven Sirens venne annunciato nel marzo del 2019 e uscì nel mese di settembre dello stesso anno per Apple Arcade. Le versioni per Microsoft Windows, Nintendo Switch, PlayStation 4 e Xbox One vennero invece lanciate il 28 maggio 2020.

### Altri giochi
Alcuni personaggi della serie fanno apparizioni crossover in altri giochi. Shantae e Bolo appaiono come personaggi giocabili su Watch Quest, disponibile solo su Apple Watch. Un minigioco ispirato al mondo di Shantae, Shantae NAB!, venne creato da Bozon tramite WarioWare D.I.Y. e distribuito dalla Nintendo insieme ad altri "Big Name Games". Per promuovere il futuro titolo Half-Genie Hero, la WayForward e la Heart Machine decisero, su comune accordo, di far apparire Risky Boots in una missione speciale di Hyper Light Drifter, che è disponibile solo per coloro che hanno contribuito a finanziare il gioco tramite Kickstarter. Shantae avrebbe dovuto essere un personaggio secondario su Indivisible, creato dalla Lab Zero Games e promosso tramite una campagna di crowdfunding. Shantae è un personaggio "ospite" in Mutant Mudds Super Challenge così come in Runbow e Blaster Master Zero. Sia Shantae che Risky Boots appaiono come Spiriti in Super Smash Bros. Ultimate.

## Giochi cancellati
All'inizio degli anni 2000, A Shantae 3D senza titolo stava sperimentando una vetrina. Tali test "il modello ha guidato una zattera sul fiume" attraverso il kit di sviluppo NGC.
Dopo l'uscita del primo gioco Shantae, la WayForward iniziò a lavorare a un sequel intitolato Shantae Advance, anche conosciuto come Shantae 2: Risky Revolution, destinato a uscire per Game Boy Advance. Nonostante ciò, il gioco venne cancellato in quanto gli sviluppatori non trovarono nessuna azienda disposto a pubblicarlo. Analogamente, il gioco per Nintendo DS Shantae: Risky Waters venne cancellato in quanto i creatori non riuscirono a trovare nessuna casa videoludica interessata al titolo. Risky Waters presentava un gameplay sperimentale che sfruttava il doppio schermo della console.